# José Cid
José Cid, nome artístico de José Albano Cid de Ferreira Tavares ComIH (Chamusca, 4 de fevereiro de 1942), é um cantor, compositor, músico instrumentista e produtor musical português.

## Biografia
Terceiro e último filho e único filho varão de Francisco Albano Coutinho Ferreira Tavares (neto paterno do 1.º Barão do Cruzeiro e sobrinho-neto paterno do 1.º Visconde dos Lagos e em Monarquia Representante de ambos os Títulos), lavrador proprietário, e de sua mulher Fernanda Salter Cid Freire Gameiro, mudou-se com os pais e com as irmãs mais velhas para Mogofores, perto de Anadia, aos 11 anos.
Aos oito anos vai para o Colégio Jesuíta Nun'Álvares, em Santo Tirso, Santo Tirso; na adolescência, por volta dos 14, quando frequenta os Salesianos de Mogofores, inicia a sua carreira musical com Os Babies, agrupamento musical criado em 1955, que se dedicava à interpretação de versões, e que durou até 1958. Com 17 anos, já em Coimbra, José Cid compôs a sua primeira canção, Andorinha, um tema com influências jazzísticas.
Em 1960, já em Coimbra, terminado o secundário no Colégio Portugal, inicia os seus estudos na Faculdade de Direito da Universidade de Coimbra. Nos anos subsequentes integra o Conjunto Orfeão, com José Niza, Daniel Proença de Carvalho e Rui Ressurreição e o Trio Los Dos, com Proença de Carvalho. Ainda nos anos 1960 passa pela banda de rock n'roll e surf rock Os Claves, que também se dedicavam à interpretação de versões.
Em 1965 abandona Coimbra, sem terminar o primeiro ano de Direito e ingressa no Instituto Nacional de Educação Física, onde tem como colega um irmão de Michel, membro do Conjunto Mistério. Após uma audição é convidado a entrar para o grupo, que daria origem ao Quarteto 1111.
A um ano de terminar o curso de Educação Física, é chamado para o serviço militar. Desde finais de 1968 até 1972 permaneceu como oficial miliciano da Força Aérea Portuguesa, no Centro de Formação Militar e Técnica, situado na Ota. Dava aulas de ginástica de manhã, saía à tarde para ensaiar na garagem e atuava com os 1111 aos fins-de-semana.

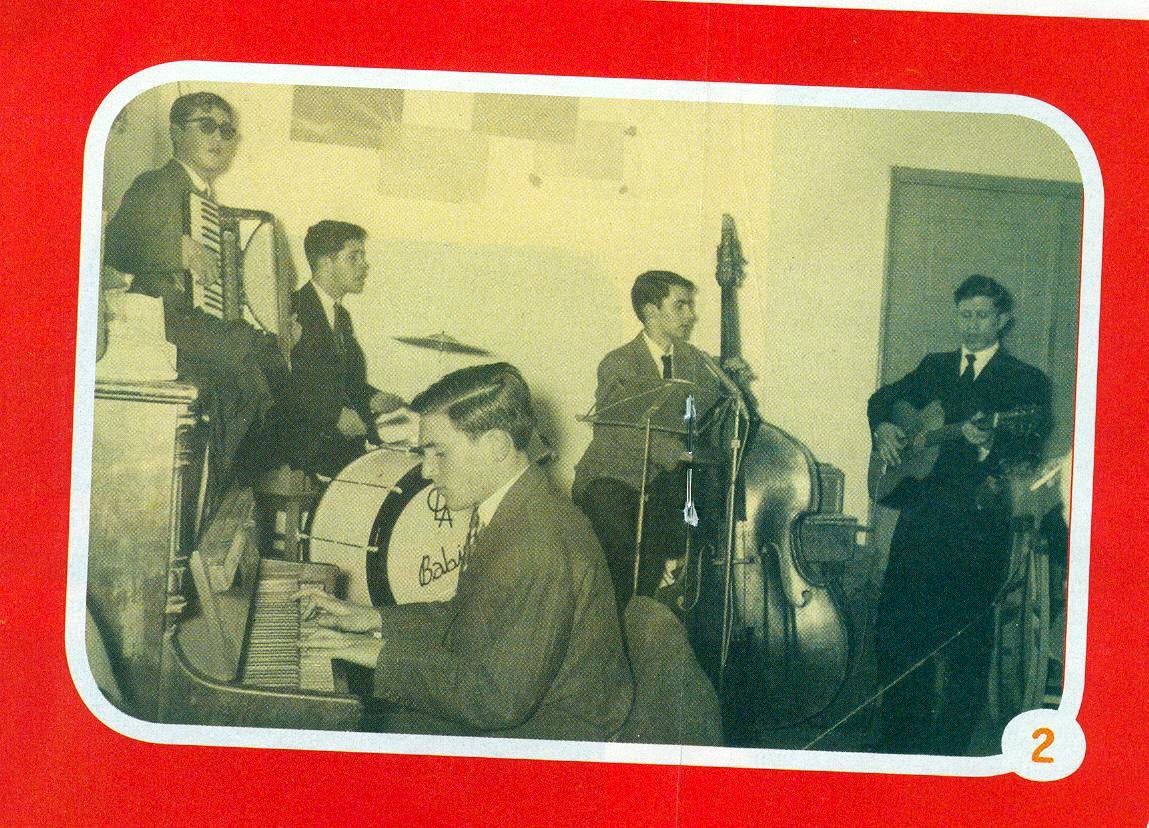
Os Babies, com José Cid ao Piano.

É em finais dos anos 1960 que Cid se destaca no panorama musical, ao integrar, como teclista e vocalista, o Quarteto 1111, um dos mais inovadores projetos musicais portugueses de que há memória. O grupo tem grande êxito com a A lenda de El-Rei D. Sebastião, editada em 1967. O álbum homónimo dos 1111 seria editado em 1970 e foi quase integralmente alvo de censura na época.
Em maio de 1971, ainda alferes na Ota, Cid edita o seu primeiro álbum a solo, ao qual dá o seu nome, José Cid. O disco inclui temas como "Dom Fulano", "Lisboa Ano 3000" e "Não Convém". Lança subsequentemente o EP "Lisboa Perto e Longe" (com os temas "Lisboa Perto e Longe", "Dida", "Dona Feia, Velha e Louca" e "Zé Ninguém"). A poetisa Natália Correia é um dos nomes que colabora com José Cid nesta fase. Em Agosto desse ano toca num célebre concerto em Vilar de Mouros com o Quarteto 1111. Em novembro participa, com "Ficou Para Tia", no World Popular Song Festival de Tóquio. É editado um novo EP com os temas "História Verdadeira De Natal", "Todas As Aves do Mundo", "Ficou Para Tia" e "Levaram Tudo O Que Eu Tinha".
Em maio de 1972 lança um EP com os temas "Camarada", "Retrospectiva", "Viagem" e "Corpo Abolido". Tonicha participa na edição de estreia do Festival da OTI, realizado em Madrid, com a canção "Glória, Glória, Aleluia", da sua própria autoria. Em Novembro de 1972 regressa ao Festival de Tóquio, desta vez como autor de "Desde Que Me Ames Um Pouco" interpretado por Vittorio Santos.

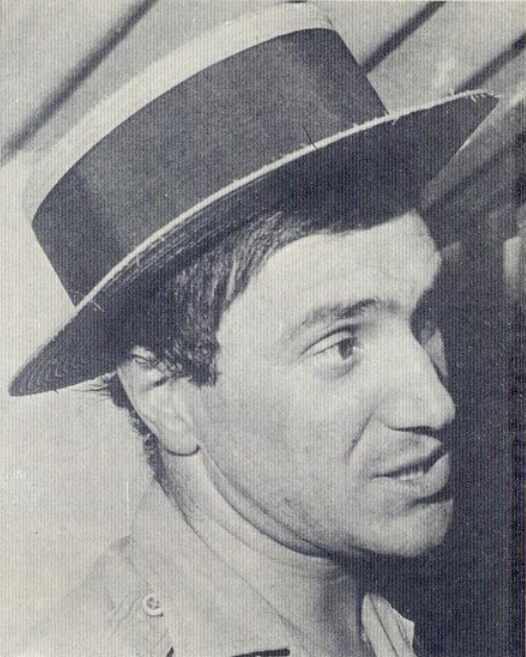
José Cid numa entrevista à revista Eva em 1977.

Participa na formação dos Green Windows em 1972, para se apresentar no Festival dos Dois Mundos desse mesmo ano. Eram o Quarteto 1111 numa vertente mais comercial e com algumas participações femininas, asseguradas pelas namoradas e mulheres dos elementos da banda.
Em 1973 é lançado um dos maiores êxitos de sempre da carreira de José Cid, Vinte Anos, que viria a vender mais de 100 mil cópias.
É editado "Onde Quando Como Porquê, Cantamos Pessoas Vivas - Obra Ensaio de José Cid" o último trabalho do Quarteto 1111 antes de acabarem.
Os singles "Portugal É!..." e "A Festa do Zé" são editados em 1975. É editado nesse ano o último single dos Green Windows com José Cid, intitulado "Quadras Populares".
Em 1975 Ontem, hoje e amanhã seria premiada no Festival Yamaha de Tóquio.
Em 1977 fundou o grupo Cid, Scarpa, Carrapa & Nabo, com Guilherme Inês, José Moz Carrapa e Zé Nabo, com o qual gravou o tema Mosca super-star e o EP Vida Vida (Sons do Quotidiano), em 1977.
Em 1978, lançou o álbum 10.000 anos depois entre Vénus e Marte, um marco na história do rock progressivo, que viria a obter mais tarde reconhecimento a nível internacional, sendo incluído numa lista de 100 melhores álbuns de rock progressivo do mundo, organizada pela revista americana Billboard.
Em 1979 grava o disco "José Cid canta Coisas Suas", um disco orientado para o grande público, que inclui temas que se mantêm populares, como "Na Cabana Junto à Praia", "A Pouco a Pouco", "Olinda a Cigana" e "Verdes Trigais Em Flor". Participa nesse mesmo ano no Festival OTI da Canção com a canção "Na Cabana Junto à Praia", de 1979, classificando-se em terceiro lugar.
Após várias participações, em 1980 vence o Festival RTP da Canção com a música Um grande, grande amor, com 93 pontos. No Festival Europeu da Canção, conquistou um honroso sétimo lugar, com 80 pontos, entre 19 concorrentes. Grava o disco em inglês "My Music" que é apresentado em Cannes, no MIDEM. Em Los Angeles grava, para a editora Family, o tema "Springtime Of My Life", com produção de Mike Gold que conheceu no Midem e que trabalhara com Frank Sinatra.
O single Como o Macaco Gosta de Banana é lançado em 1982. Em 1983 lança Portuguesa Bonita.
Fora do país, José Cid obtém ainda na década de 1980 algum sucesso nos mercados Australiano e Sul-Africano. Na Austrália chega a tocar com os conhecidos Men At Work.
Em 1984 grava para a RTP Música Portuguesa, voltando a reunir o Quarteto 1111 e faz-se acompanhar pelos músicos da Banda Tribo.
Em 1985 participa no disco solidário "Abraço a Moçambique". Nesse mesmo ano é editado um disco com os temas "Noites de Luar" e "Sonhador". É editado ainda o single "Saudades de Ti".

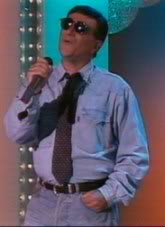
José Cid na década de 1990.

Em 1986 lança o LP "Xi-Coração", que incluí temas como "Velho Moinho", "Chovia em Paris" e "Uma Balalaica".
Surpreende tudo e todos em 1987 ao lançar um disco composto apenas de fados conhecidos, designado por "Fado de Sempre". O Quarteto 1111 reúne-se nesse ano e é editado o single "Memo/Os Rios Nasceram Nossos".
No Natal de 1989 volta a gravar para a RTP, um programa chamado Natal com José Cid, onde interpreta algumas das suas músicas, já gravadas na Polygram, após a Orfeu deixar de operar. Teve alguns convidados, entre os quais Tozé Brito e o fadista, na altura amador, Manuel João Ferreira.
Em 1991 lança o duplo-álbum "De Par em Par", que inclui a regravação de alguns temas da sua carreira como "Na Cabana Junto à Praia" e "A Rosa Que Te Dei" e outros como "Em Casablanca", "Sempre Que o Amor Me Quiser", "Fã do Rui" e "D. Sebastião Morreu".
Em 1992 lança o disco "Camões, as descobertas...e nós" de José Cid e Amigos. Contou com a participação de nomes como Pedro Caldeira Cabral, António Pinto Basto, Rita Guerra, Jorge Palma, Carlos do Carmo e Paulo Bragança.

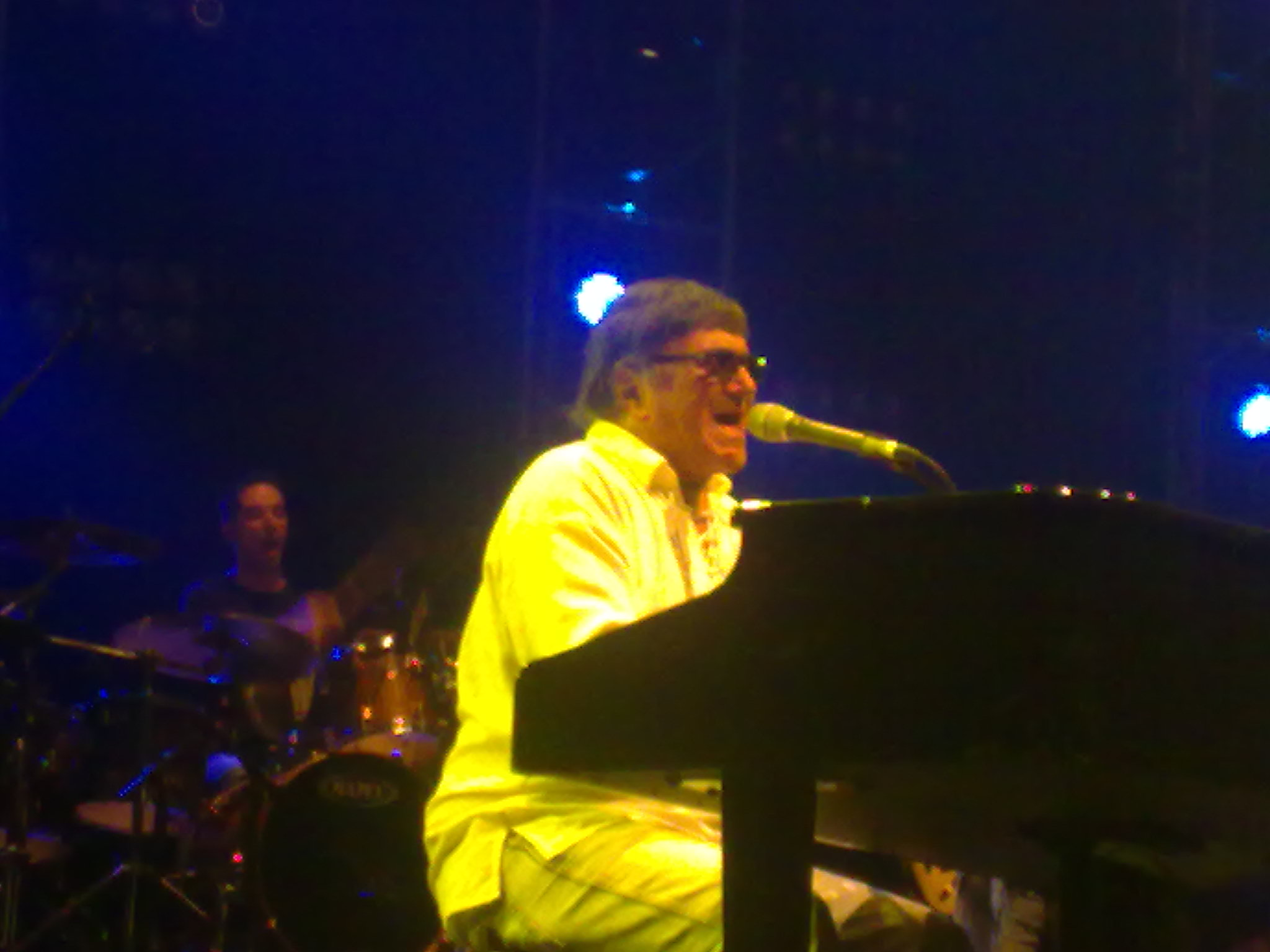
José Cid em concerto no Campo Pequeno, em Lisboa, em 2009.

Em 1994, lança o álbum "Vendedor de Sonhos" com produção de Rui Vaz. O disco inclui temas como "Mudança", "Bola de Cristal" e "Não Tenho Lágrimas". Com esse mesmo disco, fez estalar uma polémica, ao posar nu para uma revista social, apenas com esse disco de ouro a tapar as suas partes íntimas. A intenção foi protestar contra a forma como as rádios desprezavam (e continuam a desprezar) os intérpretes portugueses, incluindo ele próprio, em proveito de intérpretes estrangeiros.
Em 1996 é editado o álbum "Pelos Direitos do Homem", dedicado à causa da independência de Timor-Leste, tendo recebido fax e carta de Ramos Horta, Prémio Nobel da Paz, a agradecer a solidariedade. Participam vários nomes da editora: Miguel Angelo, Sara Tavares, Inês Santos e Olavo Bilac. Neste disco aparecem versões de "Sete Mares" e "Noite Passada". Lança ainda o álbum "Nunca Mais É Sexta-Feira".
Em 1997 é editado o disco "Cais Sodré", álbum jazzístico gravado ao primeiro "take". Foi reeditado em 2008 e integrado num trabalho do cartonista Pedro Zamith.

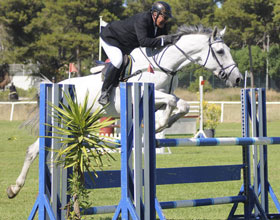
José Cid numa prova equestre. Os cavalos são outra das suas paixões.

Vence o Festival da Canção de 1998 com os Alma Lusa e o tema "Se Te Pudesse Abraçar". Lança o disco "Oda A Frederico Garcia Lorca" que junta as guitarras de Coimbra à poesia de Lorca num ano de celebração do centenário do poeta espanhol. Lança ainda o tema "Entre Margens" em que se destaca o tema "S. Salvador do Mundo".
Em 2000 publicou o livro Tantos anos de poesia.
O disco “De Surpresa” é editado no final de 2001. O angolano Waldemar Bastos participa numa nova versão de "Lisboa Perto e Longe”. Três dos temas deste álbum são cantados em inglês e foram gravados em Boston, em 1999, com produção de Robert Nargassams. Os cantores Vitorino, Paulo de Carvalho, Carlos Moisés, Nuno Barroso e José Gonçalo são outros dos nomes que colaboraram neste disco.
Em 2003 é editado o duplo CD "Antologia - Nasci P'rá Música" que reúne alguns dos maiores êxitos de José Cid gravados, entre 1977 e 1985.

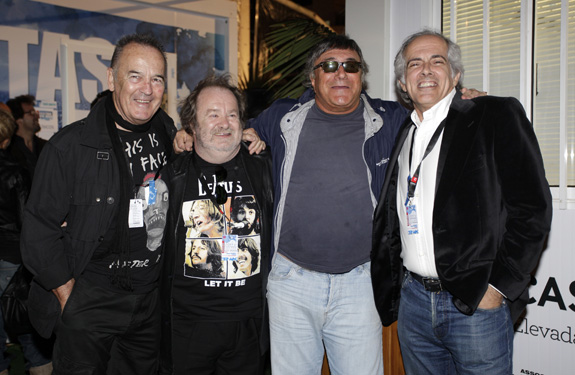
Quarteto 1111 na homenagem a Tozé Brito, Cascais, Agosto de 2011.

Em 2004 é convidado para participar em vários anúncios de uma conhecida marca de chás gelados. "Olá malta! Tudo bem? Tá-se?" Este anúncio e o sucesso que teve ligou-o às gerações mais novas que o redescobrem.
Em 2006 atua no renovado Maxime em duas noites completamente esgotadas. Em Julho lança o disco "Antologia - Baladas Da Minha Vida" que inclui dois inéditos O melhor tempo da minha vida e Café Contigo e a regravação de baladas em formato acústico. Participa no disco dos Mercado Negro.
O ano de 2007, é de consagração, e presença assídua em diversos programas televisivos, concertos em eventos académicos entre outros. Lançou o álbum duplo “Pop, Rock e Vice Versa”, revisitando a vertente mais pesada da sua carreira, com inclusão de novas versões dos temas “A pouco e pouco”, “Como o Macaco gosta de Banana” e “Topo de Gama” - versão dos Clã e outros. Atuou no Campo Pequeno para 4800 espetadores, convidando André Sardet, Luís Represas e os elementos do Quarteto 1111, lançando um CD (Dupla Platina) e DVD desse concerto.

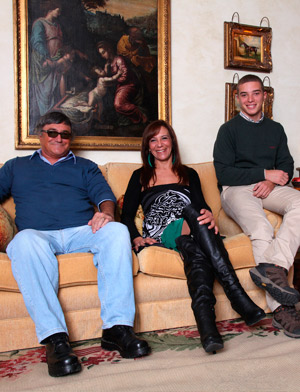
José Cid, a sua filha Ana Sofia e seu neto Francisco, em Novembro de 2011.

Em 2009 recebeu o prémio de consagração de carreira pela Sociedade Portuguesa de Autores (SPA), prémio anteriormente atribuído na área da literatura, do teatro e do cinema, sendo o primeiro músico a ser distinguido. Lança o álbum "Coisas do Amor e do Mar", com a participação de André Sardet, Luís Represas e Susana Félix. Destaca-se a balada "Mais 1 dia", que foi escolhida para ser o tema genérico da nova telenovela Meu Amor da TVI, que foi distinguida com um Emmy Award.
Em 2011 lançou o disco "Quem Tem Medo de Baladas", em que apresenta 14 temas originais e 14 versões. Destacam-se as baladas "Tocas Piano Como Quem Faz Amor", que é referida pelo mesmo como autobiográfica e o tema "Um Louco Amor".
A 4 de fevereiro de 2022, dia do seu 80.º aniversário, foi agraciado com o grau de Comendador da Ordem do Infante D. Henrique pelo Presidente da República Marcelo Rebelo de Sousa, pelo seu contributo cultural no panorama musical.

## Vida pessoal
Casou-se pela primeira vez na Igreja de Santo António, no Estoril, Cascais, a 31 de agosto de 1963 com Emília Infante da Câmara Pedroso, nascida em Lisboa, São Sebastião da Pedreira, a 17 de novembro de 1943, com a qual teve uma filha, Ana Sofia Infante Pedroso Cid Tavares, nascida em Lisboa, Santa Maria de Belém, a 23 de setembro de 1964 (60 anos), e da qual se divorciou. Ana Sofia viria a colaborar com o pai em algumas letras e nos coros de algumas músicas. Casou ainda pela segunda vez com Maria Armanda Monteiro Ricardo, da qual se divorciou doze anos depois, e, mais tarde, casou ainda terceira vez com Nani, da qual também se divorciou. É avô materno de Francisco C. P. Ferreira Tavares.
É atualmente casado pela quarta vez com Maria Gabriela Guterres Viegas Carrascalão, casamento esse que teve lugar no dia 1 de setembro de 2013 nas Caraíbas, sendo depois formalizado em Portugal no Cartório do município de Anadia, Distrito de Aveiro, no dia 7 de novembro de 2013. Gabriela Carrascalão é jornalista, política e pintora timorense de 63 anos. Gabriela foi conselheira do ministro dos negócios estrangeiros de Timor-Leste e, posteriormente, do Presidente da República de Timor-Leste, Taur Matan Ruak. Encontra-se desde cedo enraizada no centro da vida política de Timor-Leste, sendo que no seu núcleo familiar se encontram algumas das figuras de maior relevo da vida histórico-política timorense do passado século. Entre elas João Carrascalão e Mário Carrascalão. É cunhada do ex-presidente do seu país, prémio Nobel da Paz, José Ramos-Horta, que sofreu um atentado contra a sua vida em 2008. Curiosamente, Gabriela Carrascalão é bisneta da última rainha do Reino de Venilale -Timor.
Assumido como monárquico liberal, continua a defender aberta e vigorosamente a causa monárquica portuguesa. Em 2022, Cid disse:
"Sou monárquico, mas não sou monárquico deste PPM (Partido Popular Monárquico), atenção. Ser monárquico progressivo é simples. É aquilo que Sá Carneiro não teve coragem de assumir, embora fosse casado com uma sueca, seguir os países do norte da Europa, os países menos corruptos, mais cultos, com melhor nível de vida do Mundo — e os mais chatos porque devem estar cheios de neve agora. Nós temos o melhor povo do Mundo, o melhor clima do Mundo, a melhor gastronomia do Mundo, o melhor feitio do Mundo porque aguentámos coisas assombrosas, desde um regicídio, duas ditaduras, a salazarista e a marcelista, e uma outra muito próxima de um senhor que ganhou com maioria absoluta e que anda por aí à solta na Ericeira [referência a José Sócrates]."
Vive com a mulher, Gabriela Carrascalão, em Mogofores, alternando temporadas entre o norte e a sua Chamusca natal. Ocupa os seus tempos livres, em grande parte, com hipismo, desporto ao qual se dedica desde muito jovem e onde foi várias vezes premiado, até mesmo recentemente, na categoria de veteranos.
Em 1970, perdeu o olho esquerdo devido a um acidente automóvel. Por esse motivo, tem uma prótese ocular e costuma apresentar-se publicamente com óculos escuros.

## Participações no Festival RTP da Canção

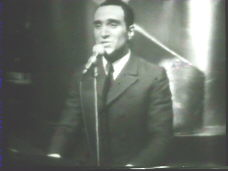
José Cid no Grande Prémio TV da Canção de 1968

A primeira participação ocorreu em 1968, com "Balada Para Dona Inês". Foi acompanhado pela orquestra e pelos restantes elementos do Quarteto 1111.
Concorreu ao Festival RTP da Canção de 1974, a solo com A rosa que te dei, e com os Green Windows, que apresentaram as canções No dia em que o rei fez anos e Imagens.
Em 1978 voltou ao Festival RTP com quatro temas: "O meu Piano" (2.º classificado), "O Largo do Coreto" (7.º classificado), "Aqui Fica uma Canção" (5.º classificado) e "Porquê, meu Amor Porquê?" (6.º classificado).
Com a canção "Um grande, grande amor", venceu o Festival RTP da Canção de 1980.
Em participa novamente em 1981 com a canção "Morrer de Amor Por Ti", ficando em 2º lugar.

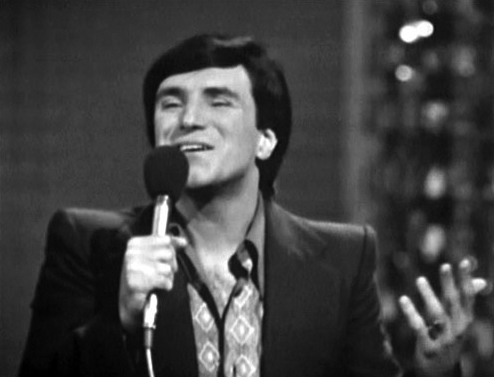
José Cid na interpretação da música "A rosa que te dei", em 1974.

Em 1984, a Banda Tribo, constituída por elementos da sua família, editando um disco sob a sua produção, levou ao Festival "A Padeirinha de Aljubarrota".
Em 1988, José Gonçalo (que participou na Banda Tribo), seu sobrinho, levou a composição de José Cid, "Cai Neve Em Nova York", ficando em 2º lugar.
Em 1989 é convidado a cantar um medley com as músicas mais bem-sucedidas que havia apresentado nos Festivais RTP até então.
Em 1993, concorreu com o fadista Paulo Bragança com "O Poeta, o Pintor e o Músico".
Em 1995, concorreu apenas como autor e compositor ao Festival RTP da Canção com "Plural", canção entre o jazz e o étnico interpretada por Teresa Brito, irmã de Tozé Brito. Ficou em 3.º lugar.

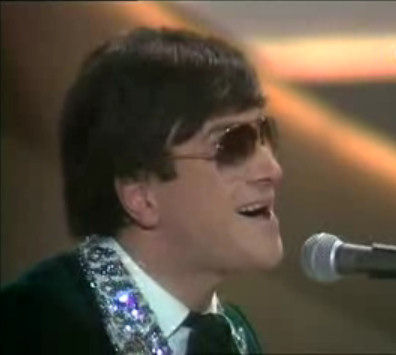
José Cid no Festival da Eurovisão, em 1980.

Insistiu novamente em 1996, voltando a concorrer como compositor e autor, entregando a Cristina Castro Pereira o tema "Ganhamos o Céu", que viria a fica-se pelo quarto lugar.
Voltou à carga no ano seguinte, 1997, como compositor e autor de "Canção Urgente", um tema pop-rock clássico, cantado pela banda "Meninos da Sacristia". Ficou em 6.º lugar.
Em 1998 venceu o Festival RTP da Canção, como compositor e autor da canção "Se eu te pudesse abraçar", defendida pela banda Alma Lusa, na voz de Inês Santos e com o próprio José Cid no acordeão e nos coros.
Em 2007, foi o produtor do tema "Na Ilha dos Sonhos" de Zé P..
Em 2010 foi novamente convidado para tocar um medley das baladas que levou aos festivais RTP.
Em 2018 foi convidado a participar pela RTP, compondo e interpretando "O Som da Guitarra É a Alma de Um Povo", que ficou em 7º lugar na meia-final.

## Discografia completa

### Com oQuarteto 1111
| Álbum                                                          | Data de Lançamento | Formato & Faixas |
| -------------------------------------------------------------- | ------------------ | --- |
| A Lenda de El-Rei D.Sebastião                                  | 1967               | EP (A Lenda De El-Rei D. Sebastião, Os Faunos, Fantasma «POP», Gente) |
| Balada para D. Inês                                            | 1967               | EP (Balada para D. Inês, Partindo-se, Vale da Ilusão, Dragão) |
| Meu Irmão / Ababilah                                           | 1968               | Single |
| Dona Vitória                                                   | 1968               | EP (Guarda Nocturno, Perspectiva, Tempo de Inocência, Dona Vitória) |
| Nas Terras do Fim do Mundo / Bissaide                          | 1969               | Single |
| Génese / Os Monstros Sagrados                                  | 1969               | Single |
| Todo o Mundo e Ninguém / É Tempo de Pensar em Termos de Futuro | 1970               | Single |
| Back to the Country / Everybody Needs Love, Peace and Food     | 1970               | Single |
| Domingo em Bidonville                                          | 1970               | EP (João Nada, Estrada Para A Minha Aldeia, Domingo Em Bidonville, Epílogo) |
| Quarteto 1111 (álbum)                                          | 1970               | LP (Prólogo, João Nada, Domingo em Bidonville, Estrada Para A Minha Aldeia, A Fuga dos Grilos, As Trovas do Vento Que Passa, Pigmentaçäo, Maria Negra, Lenda de Nambuangongo, Escravatura, Epílogo) |
| Ode to the Beatles / 1111                                      | 1971               | Single |
| Sabor a Povo / Uma Nova Maneira de Encarar o Mundo             | 1972               | Single |
| Bruma Azul do Desejado (com Frei Hermano da Câmara)            | 1973               | LP (Vem Senhor Jesus, Graças Ao Senhor, O Sonho, Hino da Esperança, Bruma Azul do Desejado, Estrela do Mar, Saudai o Senhor, Hino de Natal, Paz na terra, Um Presépio Em Belém) |
| Onde, Quando, Como, Porquê, Cantamos Pessoas Vivas             | 1974               | LP (Onde, Quando, Como, Porquê, Cantamos Pessoas Vivas (partes 1 & 2)) - Rock Progressivo |
| Antologia da Música Popular Portuguesa                         | 1981               | Compilação (A Lenda de El-Rei D. Sebastião, Os Faunos, Balada para D. Inês, Partindo-se, Dona Vitória, Nas Terras do Fim do Mundo, Meu Irmão, Domingo Em Bidonville, João Nada, As Trovas do Vento Que Passa, Back to The Country, Ode to The Beatles, Uma Nova Maneira de Encarar o Mundo) |
| Memo / Os Rios Nasceram Nossos                                 | 1987               | Single |
| A Lenda Do Quarteto 1111                                       | 1993               | Compilação (Os Faunos, A Lenda de El-Rei D. Sebastião, Balada para D. Inês, Partindo-se, Dona Vitória, Meu Irmão, Dragão, Os Monstros Sagrados, Génese, Bissaide, Nas Terras do Fim do Mundo, Domingo Em Bidonville, João Nada, As Trovas do Vento Que Passa, Maria Negra, Todo O Mundo E Ninguém, É Tempo de Pensar Em Termos de Futuro, Back to The Country, Ode to The Beatles, Uma Nova Maneira de Encarar o Mundo) |
| A Lenda De El-Rei D. Sebastião - Colecção Caravela             | 1996               | Compilação (A Lenda de El-Rei D. Sebastião, Meu Irmão, Ode to The Beatles, As Trovas do Vento Que Passa, Domingo Em Bidonville, Balada para D. Inês, Dona Vitória, João Nada, Dragão, Nas Terras do Fim do Mundo, Pigmentação, Fantasma Pop) |
| Singles e EPs                                                  | 2005               | Compilação (A Lenda De El-Rei D. Sebastião, Os Faunos, Gente, Balada Para D. Inês, Partindo-Se, Dona Vitória, Nas Terras Do Fim Do Mundo, Meu Irmão, Domingo Em Bidonville, João Nada, As Trovas Do Vento Que Passa, Epílogo, Back To The Country, Ode To The Beatles, Uma Nova Maneira De Encarar O Mundo) |

### Com osGreen Windows
| Álbum                                       | Data de Lançamento | Formato & Faixas |
| ------------------------------------------- | ------------------ | --- |
| Twenty Years/The Story Of A Man             | 1973               | Single |
| Imagens/Doce e Fácil Reino do Blá, Blá, Blá | 1974               | Single |
| No dia em que o rei fez anos                | 1974               | EP ( No Dia Em Que O Rei Fez Anos, Doce E Fácil Reino Do Blá, Blá, Blá, Count James, Bola De Cristal, A Rosa Que Te Dei, Imagens, Another Time To Live, Another Time To Die, Cantiga Portuguesa, Uma Nova Maneira de Encarar O Mundo, Vinte Anos)                  |
| Quadras Populares/Ana Karen                 | 1975               | Single |
| Os Grandes Êxitos dos Green Windows         | 1977               | Compilação ( 20 Anos, Rita Rita Limão, Só Eu Sei, Meu Amor, Uma Nova Maneira De Encarar O Mundo, Quem Te Manda Sapateiro, Imagens, Lembranças, No Dia Em Que O Rei Fez Anos, Historia Alegre, Bola De Cristal, O Que Custar, Doce E Fácil, Reino Do Blá, Blá, Blá) |

### A solo
| Álbum                                                     | Data de Lançamento | Formato  | Faixas |
| --------------------------------------------------------- | ------------------ | -------- | --- |
| José Cid                                                  | 1971               | LP       | 1. Não Convém 2. Gabriela Cravo E Canela 3. Olá Vampiro Bom 4. Requiem 5. Nunca 6. O Dragão 7. Dom Fulano 8. Lisboa Ano 3000 9. Volkswagen Blue 10. Ni Helile 11. Meu Amor 12. Amigos Primeiro álbum a solo. Poemas de Jorge Amado, Natália Correia e um tema de Gilberto Gil |
| Dom Fulano                                                | 1971               | Single   | Lado A 1. Dom Fulano Lado B 1. Não Convém Primeiro single a solo |
| Lisboa Perto e Longe                                      | 1972               | EP       | Lado A 1. Lisboa Perto E Longe 2. Dida Lado B 1. Dona Feia, Velha E Louca 2. Zé Ninguém |
| História Verdadeira de Natal                              | 1972               | EP       | Lado A 1. História Verdadeira De Natal 2. Todas Las Aves Do Mundo Lado B 1. Ficou Para Tia 2. Levaram Tudo O Que eu Tinha |
| Camarada                                                  | 1972               | EP       | Lado A 1. Camarada 2. Retrospectiva Lado B 1. Viagem 2. Corpo Abolido |
| Olá Vampiro Bom                                           | 1973               | Single   | Lado A 1. Olá Vampiro Bom Lado B 1. O Dragão |
| No Dia Em Que O Rei Fez Anos                              | 1974               | Single   | Lado A 1. No Dia Em Que O Rei Fez Anos Lado B 1. Bola De Cristal Letras de José Cid e Tozé Brito, como parte dos Green Windows |
| A Rosa Que Te Dei                                         | 1974               | Single   | Lado A 1. A Rosa Que Te Dei Lado B 1. Cantiga Portuguesa |
| Portugal, É!...                                           | 1975               | Single   | Lado A 1. Portugal, É!... Lado B 1. No Tempo Em Que O Toninho Lanchava C'Os Amigos Na Pastelaria S. Bento |
| A Festa Do Zé                                             | 1975               | Single   | Lado A 1. A Festa Do Zé* Lado B 1. Rock Rural *Com Maria Armanda |
| Ontem, Hoje e Amanhã                                      | 1976               | Single   | Lado A 1. Ontem, Hoje e Amanhã Lado B 1. Mosca Super-Star |
| Vida (Sons do Quotidiano)                                 | 1977               | EP       | Lado A 1. Vida (Sons do Quotidiano) - Parte 1 Lado B 1. Vida (Sons do Quotidiano) - Parte 2 Composição de Rock progressivo. Em 1994, as duas partes aparecem unidas como uma faixa bónus na edição de CD do album 10.000 Anos depois entre Vénus e Marte. |
| Tia Anita                                                 | 1977               | Single   | Lado A 1. Tia Anita* Lado B 1. Junto à Lareira *Com Maria Manuel Cid |
| A Anita Não É Bonita                                      | 1977               | Single   | Lado A 1. A Anita Não É Bonita Lado B 1. O Meu Nome É Ninguém Com Maria Manuel Cid |
| Romântico Mas Não Trôpego                                 | 1977               | Single   | Lado A 1. Romântico Mas Não Trôpego Lado B 1. D. Camaleão |
| 10.000 Anos depois entre Vénus e Marte                    | 1978               | Álbum    | 1. O Último Dia Na Terra 2. O Caos 3. Fuga Para O Espaço 4. Mellotron, O Planeta Fantástico 5. 10.000 Anos Depois Entre Vénus E Marte 6. A Partir Do Zero 7. Memos Composição de Rock progressivo. Originalmente gravado como LP, em 1994 foi reeditado numa versão de CD com a faixa bónus Vida (Sons do Quotidiano), de 1977 |
| O Meu Piano/Aqui Fica Uma Canção/O Largo do Coreto/Porquê | 1978               | EP       | Lado A 1. O Meu Piano* 2. Aqui Fica Uma Canção* 3. O Largo Do Coreto* 4. Porquê* 5. Junto Á Lareira Lado B 1. A Mansarda 2. Retrovisor 3. Mulher Até Quando 4. Adulto, Criança 5. Tia Anita Com Fernando Guerra, João Henrique, Manuel José Soares, Maria de Lourdes Pinto, Victor Mamede, Armindo Neves, Mário Contumélias e Maria Manuel Cid. *Canções concorrentes no Festival RTP da Canção 1978. |
| Minha Música                                              | 1978               | Single   | Lado A 1. Minha Música Lado B 1. Branca Flor |
| Porquê                                                    | 1978               | Single   | Lado A 1. Porquê Lado B 1. Adulto Criança |
| Largo Do Coreto                                           | 1978               | Single   | Lado A 1. Largo do Coreto Lado B 1. Mulher Até Quando |
| Aqui Fica Uma Canção                                      | 1978               | Single   | Lado A 1. Aqui Fica Uma Canção Lado B 1. Retrovisor |
| O Meu Piano                                               | 1978               | Single   | Lado A 1. O Meu Piano Lado B 1. A Mansarda |
| José Cid Canta Coisas Suas                                | 1979               | LP       | Lado A 1. Portugal, Portugal, Portugal 2. A Pouco E Pouco 3. Na Cabana Junto À Praia 4. Amigo 5. Verdes Trigais Em Flôr Lado B 1. Olinda A Cigana 2. Rendez-Vous 3. Fox-Trot Da Lili 4. A Coisa Mais Pura Que Alguma Vez Tive 5. Sou Um Rochedo Na Maré Viva 6. Chamaram-me Poeta |
| Verdes Trigais Em Flor                                    | 1979               | Single   | Lado A 1. Verdes Trigais Em Flor Lado B 1. Bodas de Ouro |
| My Music                                                  | 1980               | LP       | Lado A 1. I Kissed Her Good-Bye 2. So Nice, So Fair, So Gay 3. Sycamore Square 4. In My Hideaway 5. Big Brother Joe Lado B 1. Too Many Nights 2. Ode To The Beatles 3. A Love To Share 4. Count James 5. Yesterday, Today And Tomorrow |
| Um Grande, Grande Amor                                    | 1980               | EP       | Lado A 1. Um Grande, Grande Amor* 2. Misschien Tot Ziens Lado B 1. We'll Meet Again 2. Un Gran Amor *Canção vencedora do Festival RTP da Canção 1980. Ficou classificada em 7º lugar no Festival Eurovisão da Canção 1980. As outras canções são as versões neerlandesa, inglesa e castelhana da mesma canção, respectivamente. |
| Um Grande, Grande Amor                                    | 1980               | Single   | Lado A 1. Um Grande, Grande Amor* Lado B 1. Barbara *Canção vencedora do Festival RTP da Canção 1980. |
| Un Grand, Grand Amour (Version Française)                 | 1980               | Single   | Lado A 1. Un Grand, Grand Amour* Lado B 1. Barbara *Versão fancesa da canção vencedora do Festival RTP da Canção 1980. |
| Bem-Me-Quer, Mal-Me-Quer, Muito, Pouco e Nada             | 1980               | Single   | Lado A 1. Bem-Me-Quer, Mal-Me-Quer, Muito, Pouco e Nada Lado B 1. O Fado Nossa Senhora De Nossa Senhora (Fado Cigano) |
| Os Grandes Êxitos De...                                   | 1980               | Duplo LP | Disco 1 - Lado A 1. Um Grande, Grande Amor 2. Ontem, Hoje E Amanhã 3. Junto À Lareira 4. A Anita Não É Bonita 5. Verdes Trigais Em Flor Disco 1 - Lado B 1. 20 Anos 2. A Minha Música 3. A Pouco E Pouco 4. Portugal, Portugal, Portugal 5. Rendez-Vous Disco 2 - Lado A 1. Olinda A Cigana 2. A Mansarda 3. Amanhã, Amanhã 4. Tia Anita 5. Na Cabana Junto À Praia Disco 2 - Lado B 1. Glória, Glória Aleluia 2. O Meu Piano 3. Sou Um Rochedo Na Maré Viva 4. Romântico Mas Não Trôpego 5. Foxtrot Da Lili |
| Um Rock Dos Bons Velhos Tempos                            | 1981               | Single   | Lado A 1. Um Rock Dos Bons Velhos Tempos Lado B 1. Baile No Liceu |
| Antologia Portuguesa 6                                    | 1981               | LP       | |
| Morrer De Amor Por Ti                                     | 1981               | Single   | Lado A 1. Morrer de Amor Por Ti Lado B 1. Longe De Mais |
| Grandes Êxitos Nº 2                                       | 1981               | LP       | |
| Como O Macaco Gosta De Banana                             | 1982               | Single   | |
| Magia                                                     | 1982               | LP       | |
| Amar Como Jesus Amou                                      | 1983               | Single   | |
| Portuguesa Bonita                                         | 1983               | Single   | |
| Moura Encantada                                           | 1984               | Single   | |
| Noites de Luar                                            | 1985               | Single   | |
| Saudades De Ti                                            | 1985               | Single   | |
| Xi-Coração                                                | 1986               | LP       | Lado A 1. Chovia Em Paris 2. Velho Moinho 3. Uma Balalaika 4. Tudo Bem, Tudo Bem Lado B 1. Como Um Condor A Voar 2. Caminheiro Das Noites De Estrelas 3. Os Teus Secretos Segredos 4. Há |
| Uma Balalaika                                             | 1986               | Single   | |
| Fado de Sempre                                            | 1987               | LP       | |
| Uh! Au! Lobo Mau                                          | 1987               | Single   | |
| Cai Neve Em Nova York                                     | 1988               | Single   | |
| José Cid                                                  | 1989               | LP       | |
| O Melhor de                                               | 1990               | LP       | |
| De Par Em Par                                             | 1991               | LP       | |
| Camões, As Descobertas... E Nós                           | 1992               | LP       | |
| Vendedor de Sonhos                                        | 1994               | CD       | |
| O Melhor Dos Melhores- Vol. 34                            | 1994               | CD       | |
| Pelos Direitos do Homem                                   | 1996               | CD       | Dedicado à independência de Timor-Leste. |
| Nunca Mais É Sexta Feira !...                             | 1996               | CD       | |
| A Rosa Que Te Dei (Colecção: Caravela)                    | 1996               | CD       | |
| Ode a Frederico Garcia Lorca                              | 1998               | CD       | |
| Cais Sodré                                                | 1999               | CD       | Álbum de Jazz gravado num único take em abril de 1999 |
| Entre Margens                                             | 1999               | CD       | |
| Clássicos Da Renascença - Vol. 52                         | 2000               | CD       | |
| José Cid / Adelaide Ferreira (Coleção: O Melhor De 2)     | 2001               | CD       | |
| De Surpresa                                               | 2002               | CD       | Duetos de canções com Paulo de Carvalho, Quinta do Bill, Vitorino e Waldemar Bastos |
| Antologia - Nasci p'ra música                             | 2003               | CD       | |
| Best                                                      | 2003               | CD       | |
| A Arte e a Música                                         | 2004               | CD       | Dupla Platina |
| Baladas da minha vida                                     | 2006               | CD       | 1. Na Cabana Junto à Praia 2. A Lenda de El-Rei D. Sebastião 3. 20 anos 4. O Melhor Tempo da Minha Vida* 5. Ontem, Hoje e Amanhã 6. A Rosa Que Te Dei 7. Verdes Trigais em Flor 8. O Poeta, o Pintor o Músico 9. Velho Moinho 10. Nossa Senhora do Tejo** 11. Junto à Lareira 12. Mulher 13. Café Contigo* 14. Cai Neve em Nova Iorque 15. Não Tenho Lágrimas 16. Sonhador 17. Balada Para D. Inês 18. S. Salvador do Mundo 19. Há Dupla Platina *Temas originais *Tema inédito para a telenovela Filha do Mar |
| Antologia II                                              | 2006               | Duplo CD | |
| Pop Rock & Vice Versa                                     | 2007               | Duplo CD | CD 1 1. Como o Macaco Gosta De Banana 2. Topo De Gama 3. A Pouco e Pouco 4. Amanhã De Manhã 5. Deus Inventou o Rock 6. Portuguese Boys 7. A Minha Música 8. Um Grande, Grande Amor 9. Beatlemania 10. Strawberry Fields Forever 11. Ego 12. Jardim À Beira Mar 13. O Pintor Não Morreu* 14. Magia 15. Veneno Bom 16. Bola De Cristal 17. Doce E Fácil Reino Do Blá, Blá, Blá 18. Yesterday Today And Tomorrow CD 2 1. Topo De Gama 2. No Tempo Em Que O Toninho Lanchava Com Os Amigos Na Pastelaria S.Bento 3. Chovia Em Paris 4. Coração De Papelão 5. Amizade Colorida 6. Uau! Lobo Mau! 7. Como Um Condor A Voar 8. De Surpresa 9. No Teu Refúgio 10. No Meu Piano 11. À Conquista De Cacela 12. Desde Que Me Ames Um Pouco 13. Tenho Este Amor Para Dar 14. Rendez Vous 15. A Não Ser Que 16. Um Rock Dos Bons Velhos Tempos 17. Na Rádio 18. Epitáfio *Dueto com Paulo de Carvalho |
| O Melhor De José Cid (2008)                               | 2008               | CD       | |
| Coisas do Amor e do Mar                                   | 2009               | CD       | 1. Todas as Mulheres do Mundo 2. O Teu Corpo Sabe a Maré 3. Mais Um Dia (tema de abertura da telenovela da TVI Meu Amor) 4. No Meu Veleiro (com Luís Represas) 5. Ela, Ele e a Cidade 6. E Por Vezes (com Susana Félix) 7. Madrugada na Praia Deserta 8. É no Silêncio das Coisas 9. Só Eu, Tu e o Vento 10. Super Gira 11. Asas Brancas (com André Sardet) 12. Strawberry Fields Forever |
| Quem Tem Medo de Baladas                                  | 2011               | Duplo CD | CD 1 1. Tocas Piano (participação especial dos Corvos) 2. O Amor é Cego 3. Um Louco Amor 4. Rumo ao Sul 5. O Verão Chegou Tão Tarde (com Gonçalo Tavares) 6. Adeus 7. Até Um Dia 8. Cavalos de Fão 9. Para lá do Marão 10. Tempestades (com a sua filha Ana Sofia Cid) 11. São tão Longos os Caminhos 12. Discussão 13. El Toro y la Luna 14. Rei da Ilusão 15. My Voice (com Gonçalo Tavares e suas filhas) CD 2 1. Um Dia 2. Bárbara dos Trovões 3. My Guardian Angel 4. Como Uma Flor no Deserto 5. Mellow Yellow 6. Sei Quem Eu Sou (com Nazzaryn Navarro) 7. O Melhor Tempo da Minha Vida 8. Mais 1 Dia 9. Medley – Canções de Sempre |
| Menino Prodígio                                           | 2015               | CD       | 1. Na Minha Guitarra 2. Menino Prodígio 3. O Andar de Marilyn 4. Não Acredito! 5. Blá! Blá! Blá! 6. (Os Poetas) Há Certos Reis... 7. I Don’t Wanna Miss A Thing 8. Só (Como António Nobre) 9. Aldeia Global 10. Monstros Sagrados 11. Ruas Da Cidade 12. Chuva Ácida 13. Rock Rural |
| Cantautor                                                 | 2016               | CD       | |
| Clube Dos Corações Solitários Do Capitão Cid              | 2018               | CD       | |
| Fados, Fandangos, Malhões... E Uma Valsinha               | 2019               | CD       | |
| Vozes do Além                                             | 2021               | CD       | 1. Prelúdio 2. Creio 3. Um Dia 4. Vou-te Amar Para Além da Morte 5. É Esta a Alma Que Eu Tenho 6. Não Há Inferno 7. Reencarnar é Possível 8. Regressar Valeu a Pena 9. Quando 10. Vozes do Além 11. Longe Daqui 12. Porta Fechada 13. Guitarras do Além 14. Zombies (Como Nós) 15. Ai!... 16. Luz 17. Homem do Além 18. O Cantor Não Morreu 19. Flores da Amendoeira 20. Maria de S.João |
| Tozé Cid - 1969 a 2023                                    | 2023               | CD       | 1. Domingo Em Bidonville 2. João Nada 3. Pigmentação 4. Todo O Mundo E Ninguém 5. Bola De Cristal 6. Uma Nova Maneira De Encarar O Mundo 7. Soldados Desconhecidos 8. Lisboa Ano 3000 9. Mitos 10. Memo 11. Os Rios Nasceram Nossos 12. João Gilberto E Astor Piazolla |
| Gota de Água                                              | 2024               | Single   | 1. Gota de Água |
| Depois logo se vê                                         | 2024               | Album    | |

## Frases interessantes proferidas por José Cid.
- "Sempre sonhei ser o que sou. Tenho a profissão que sempre ambicionei. Sinto-me realizado até porque considero que já fui mais longe do que alguma vez sonhei." in TV Guia, 1993
- "Acho que a minha época mais recente como compositor é tão boa como a primeira e, por isso mesmo, muito menos mediática. Mas também não estou muito interessado no mediatismo. O período de sucesso foi suficiente. Achava piada mas não era mais feliz por isso." in DNmais, 21/06/2003
- "Se Elton John tivesse nascido na Chamusca, não teria tido tanto êxito como eu." in Pública, 2003;
- "Tentaram e conseguiram pôr-me na prateleira. Mas a verdade é que os outros artistas estão na prateleira e eu estou cá." in Pública, 2003;
- "A nova geração tem de descobrir qual é o seu dinossauro. Todos os países têm o seu dinossauro. Os franceses têm o Johnny Halliday, os espanhóis o Miguel Rios. Ambos são uma porcaria ao pé de mim. Sou infinitamente melhor do que eles e tenho uma melhor estética." in Pública, 2003;
- "Usem e abusem de mim. Estou cá, canto e bem ao vivo. Façam de mim o que quiserem. Estou com uma grande voz." in Pública, 2003;
- "Essa canção [Como o macaco gosta de banana] foi um escândalo. As pessoas julgaram que era uma canção ordinária. (…) Divirto-me à brava quando a oiço, porque é uma canção que não se pode levar a sério. Tem um sentido de humor de abandalhar o sistema." in Pública, 2003;
- "Olá malta! Tudo bem? Tá-se?" in anúncio Lipton, 2004;
- "Se o Rui Veloso é o pai do rock português, eu sou a mãe." in Queima das Fitas do Porto, 2004;
- "O último álbum da Madonna é um cagalhão", em entrevista à Rádio Comercial, 2006;
- "Gostava que não reparassem só no mau (…). De qualquer forma, o meu pior é muito melhor do que o melhor do Tony Carreira.", em entrevista ao jornal Metro, 2006;
- "Quando chego para jantar, estás agarrada ao pito.", claramente ironizando com a sua própria música "Pouco a pouco", onde canta "Quando chego para jantar, quase nem acredito". in Aveiro - Festa de São Gonçalinho, 2007;
- "Uma vez perguntaram-me se eu era um cantor romântico… eu raramente sou um cantor romântico, os cantores românticos tem mau hálito e pila pequena.", in Aveiro - Festa de São Gonçalinho, 2007;
- "Não me mandem cuecas para o palco, eu não sou o Tony Carreira" - na Semana Académica da Universidade do Algarve, 7 de maio de 2007;
- "Não uso cuecas" no Nuno & Nando da Antena 3, no dia 3 de Outubro de 2009;
- "Eu até vos fazia um filho, mas garanto-vos que vai doer", no 28 de Outubro de 2009 na Latada de Coimbra, em resposta a um cartaz de 2 rapazes: "Cid, faz-me um filho". Curiosamente, esses 2 rapazes reapareceram com o mesmo cartaz na sua actuação no dia 6 de Novembro de 2009 na Recepção ao Caloiro em Leiria, tendo levado novamente a mesma resposta de José Cid.
- "A Madonna vai perceber que, por estar em Portugal, pode gravar um fado, mas como ela só canta em playback vai ser complicado."
- Os transmontanos são "pessoas medonhas, feias e desdentadas". "Eu, às vezes, digo na brincadeira que deviam fazer uma muralha da China entre Trás-os-Montes para não deixarem passar alguma música que vem de lá. Porque, efetivamente, é um prejuízo para a cultura popular portuguesa. Essas pessoas do Portugal profundo já deviam ter evoluído. Vêm de excursões, pessoas que nunca viram o mar, para o Pavilhão Atlântico, pessoas assim, medonhas, feias, desdentadas, E isso, efetivamente, não é Portugal."
- "Não quero falar do Tony Carreira porque não quero promover o próximo álbum, que é o primeiro de originais."[24]
- "José Afonso deveria ter sido Prémio Nobel da Literatura. Quem quiser que me critique: a voz do Zeca é incomparavelmente mais bonita do que a do Bob Dylan, a poesia também. O que não quer dizer que Bob Dylan seja mau, mas o Zeca é melhor. A poesia [dele] é sublime, a nível do melhor que se fez no mundo. Além disso, Bob Dylan nunca enfrentou um regime ditatorial como aquele que o Zeca enfrentou".[25]
- Em outubro de 2023, afirmou que Amália Rodrigues não lidava bem com o êxito dos outros. “A Amália nunca foi muito à bola comigo. Porque eu vendia mais discos na [editora] Valentim de Carvalho e ela nunca aceitou que uma pessoa mais jovem vendesse mais. A Amália não lidava bem com o êxito dos outros."[26]

## Reconhecimento
Em 2010, venceu o Troféu de Televisão, atribuído pela revista TV 7 Dias, de Melhor Música de Génerico, que é utilizada no genérico da telenovela Meu Amor (2009/2010), da TVI.
Em 2019 foi agraciado com um Grammy Latino de Excelência Musical, atribuído pela Academia Latina, que foi entregue durante uma cerimónia no Waldorf Astoria Las Vegas, a 13 de novembro de 2019.
Vencedor do Prémio António Quadros em 2020.
Comendador da Ordem do Infante D. Henrique.